# Классицизм
 Классици́зм (от лат. classicus — образцовый) — художественный стиль и эстетическое направление в европейской культуре XVII—XIX веков. Специалисты по истории и теории искусства разделяют понятия: классика, классический, классицизм как художественное направление и порождаемые этим направлением исторические и историко-региональные классицистические стили.
Классицизм является мировоззрением, идеологией, отражающей естественное стремление человека к красоте, целостности, простоте и ясности содержания и формы. Чаще эти идеалы находили в искусстве античной классики, поэтому в обыденном сознании эстетика классицизма связана с обращением к античному наследию. На этой основе возникают различные эстетические концепции, художественные стили, течения и школы, складывается творчество отдельных мастеров. Художественные стили классицизма значительно различаются в зависимости от обстоятельств, места и времени их возникновения. Таковы римский классицизм начала XVI века, французский классицизм XVII века, западноевропейский неоклассицизм второй половины XVIII века, русский (екатерининский) классицизм того же периода, романтический классицизм начала XIX века, неоклассицизм в искусстве модерна и новеченто рубежа XIX—XX веков, новый классицизм постмодерна XX—XXI веков.

## История термина

### Соотношение понятий классика и классицизм
Группа слов, связанная с классикой, пошла от латинских лексем. Слово classis означало разряд, цензовую категорию, на которые делилось римское население при Сервии Туллии: существовало пять податных разрядов и одно неимущее. Тем же термином обозначалась группа учеников (отсюда пошло современное слово класс). Classicus обозначало принадлежность к высшему разряду римских граждан, которые так и назывались — классики (classici). Со временем слово стало употребляться в переносном значении: за лексемой classicus закрепилось обозначение чего-либо или кого-либо образцового. Классиками же стали называть тех, кто смог создать что-либо настолько выдающееся, что само по себе могло служить примером для подражания. В данном аспекте, понятие классического в искусстве и культуре обязательно предполагало иерархическую систему ценностей.
В историческом смысле под классикой чаще всего понимают греко-римскую античность в целом, однако и в каждой из этих культур принято выделять классические периоды. Характерным образцом такого подхода служит общепринятая хронология древнегреческого искусства, которая делится на архаику, классику и эллинизм. Древнегреческая классика ассоциируется с так называемым «золотым веком» Перикла. В истории Древнего Рима также выделяют «золотой век» — время правления Октавиана Августа. В основе такого подхода лежат аналогии по типу «зарождение — расцвет — упадок». Классический период неизменно соответствует среднему звену; это вершина развития, время воплощения в реальность эстетических идеалов, время достижения гармонии и совершенства.
Владислав Татаркевич в исследовании «Четыре значения слова „классический“» (1959) установил, что до XIX столетия термин не имел современного номинативного значения: 
- Первое лексическое значение — «первоклассный» или «лучший» — термин «классический» приобрёл в период Средневековья;
- Второе — синоним «античного» — в эпоху Возрождения;
- Третье — «тот, кто следует античной манере» — появилось в начале XIX века, в эпоху романтизма;
- Четвёртое — «автор, чьи произведения обладают качествами гармонии, меры и уравновешенности» — только во второй половине XIX — начале XX века.

Скорее качественный термин «классический», дающий оценку произведений искусства или одной эпохи по отношению к другой, отличается от функционального термина «классицизм».

### Возникновение термина классицизм
Понятие «классицизм» появилось в эпоху романтизма. Впервые его использовал итальянский критик Гермес Висконти в 1818 году в своих статьях, изданных под общим названием Idee elementari sulla poesia romantica. Термин заимствовал Стендаль, применив его в статье «Расин и Шекспир» (1823—1825). В немецком языке слово впервые зафиксировано в 1820 году; в русском — в 1830 году; в английском — в 1831 году. Французские романтики использовали термины «классицизм» и «классики» чаще в негативном ключе, обозначая ими устаревшую литературу, слепо подражающую Античности, в противовес новаторской литературе романтизма. Употребление терминов в таком понимании можно проследить в романе «О Германии» (1810) Мадам де Сталь, «Предисловии к Кромвелю» (1827) Виктора Гюго, «Эссе о Шекспире» (1831) Томаса Карлайла.
Противники романтизма во Франции кооптировали термины и стали применять их для обозначения подлинной национальной литературы, противостоящей английским и немецким влияниям. Словом «классики» впервые стали называть великих национальных авторов прошлого — Корнеля, Расина, Мольера, Ларошфуко. Восхищение достижениями французской литературы XVII века, осознание её значения для становления других национальных литератур Нового времени, способствовало тому, что данное столетие окрестили «эпохой классицизма», в которой ведущую роль играли французские писатели и их прилежные ученики в Англии, Германии и других странах. Те писатели, которые не вписывались в классицистические художественные принципы, назывались «отставшими» или «сбившимися с пути». В результате, в первой половине XIX столетия установились два термина, значения которых частично пересекались:
- «Классический» — образцовый, художественно совершенный, вошедший в фонд мировой культуры;
- «Классицистический» — относящийся к классицизму как литературному направлению, воплощающий его художественные принципы.

С классицистическим вкусом стали связывать стремление к равновесию, ясности, логичности, к строгости формы, эстетическому канону, подчинённость универсальным правилам и вечным нормам, представление о творчестве в первую очередь как о мастерстве, а не спонтанном самовыражении. Считалось, что художник эпохи классицизма был нацелен на создание совершенного творения — шедевра.

### Термин в искусствознании и литературоведении
Во второй половине XIX — начале XX века термин «классицизм» стали использовать в научном смысле в искусствознании и литературоведении, вслед за его появлением в трудах Генриха Вёльфлина и учёных культурно-исторической школы — Дезире Низара, Мэтью Арнольда, Фердинанда Брюнетьера, Гюстава Лансона и других. В литературоведении классицизм рассматривали, с одной стороны, как направление, ориентировавшееся на античное искусство, черпавшее идеи из «Поэтики» Аристотеля, с другой стороны — как литературу эпохи абсолютной монархии, воплотившую идеологию абсолютизма. Пересмотр данной концепции в западноевропейском и советском литературоведении и искусствознании пришёлся на 1950—1960-е годы. С этого времени классицизм большинство учёных рассматривают не как «художественное выражение абсолютизма», а как «направление, пережившее период яркого расцвета в XVII веке, в годы укрепления и торжества абсолютизма».
Классицизм как художественное направление иногда трактуется очень широко. Литературовед Наталья Козлова определяла временные рамки классицизма в литературе от начала XVI до начала XIX века, а отправной точкой называла 1515 год — время создания «Софонисбу» Джанджорджо Триссино, первой трагедии Нового времени, написанной по образцу античной. Один из основоположников сравнительного литературоведения Рене Уэллек отмечал сложности в возможности подвести «классицизм» под какой-либо единый знаменатель, так как в приложении к национальным литературам он может обозначать совершенно разные по времени существования явления. В английском, немецком и французском языках термин имеет некоторые общие черты, подразумевая совершенство, авторитетность, а также связь с Античностью, но обозначает три качественно разных корпуса литературы: во Франции — XVII века, в Англии — конца XVII — начала XVIII века, в Германии — конца XVIII века. Аналогичная ситуация сложилась и при описании других видов искусства, классицизм в которых датируется по-разному.

### Термин в музыковедении
В музыковедении существуют проблемы в определении понятий «классический стиль», «классика», «классицизм». Среди учёных нет единого мнения относительно хронологических рамок классической эпохи и соотношения «классицизмов» в различных видах искусства. В музыкальных словарях и трактатах XVIII века термины «классицизм» и «классический» не зафиксированы, как и в словарях Генриха Кристофа Коха начала XIX века. Первые случаи спонтанного использования термина «классическое» по отношению к музыке зафиксированы в «Мемуарах» (1789) Андре Гретри и в «Парижской хронике» за 1 апреля 1793 года в статье Николя де Кондорсе о творчестве Этьенна Мегюля. В немецкоязычной музыкальной периодике начала XIX века понятие «классическое» носило не стилевое, а эмоционально-оценочное содержание. «Классическим» обозначали «великолепное, образцовое». Ганс Эггебрехт и Клаус Кропфингер, изучавшие историю термина «классика» в музыкальном искусстве, отмечали, что в начале XIX столетия «классической» часто называли музыку Георга Фридриха Генделя, но почти никогда — Иоганна Себастьяна Баха. В начале XIX века ещё не было ясности с понятиями «барочный», «классический», «романтический» и никто к ней не стремился.
К 1820-м годам начало определяться поле значений понятий «классика»/«классическое» и «романтика»/«романтическое». В музыкальной критике сложился круг признанных «классиков»: Гендель, Гайдн, Моцарт, Бетховен. К этой эпохе относил себя и Джоаккино Россини, говоривший в 1854 году: «Я, последний из классиков». Эггебрехт писал относительно понятия «классическая музыка»: «музыка Гайдна, Моцарта и Бетховена классическая, то есть выдающаяся и потому образцовая; она принадлежит прошлому, но обладает авторитетностью и для теперешней современности». Применение термина «классицизм» к музыке наиболее спорно, если не использовать его в качестве синонима «классическому стилю», поскольку «музыкальный классицизм» просто не мог бы ориентироваться на античные образцы в силу их полной утраты.

### Расширительное толкование
В номинативном значении классицизм определяют как явление XVII — начала XIX века, однако стилистические тенденции, аналогичные классицизму постепенно стали усматривать в других эпохах. В таком понимании «классицизм» определяют как некий стилистический инвариант, периодически манифестирующий себя в искусстве. Отсюда возникли такие термины, как «античный классицизм» или «ренессансный классицизм». Понятием «античный классицизм» определяют тенденции в античной культуре, связанные с попытками ориентации на древнегреческую классику (имитация греческого идеального портрета в скульптуре, аттикизм в литературе), характерные для времени со II века до н. э. до среднего периода Римской империи (августовский классицизм). Своеобразные «классицизмы» характерны  для раннехристианского искусства предвизантийской культуры III века. «Античный классицизм» носил весьма условный характер. В последующих эпохах «классицизмом» могут называть любую «классическую» традицию, то есть тенденции, ориентированные на Античность. «Средневековым классицизмом» обозначают Каролингское возрождение или романское искусство; «ренессансным классицизмом» — классическую традицию в Раннем и Высоком Возрождении; и так далее.

## Философско-эстетическая теория классицизма

### Классицизм и рационализм
Одна из наиболее распространённых концепций в эстетике связывает зарождение и распространение классицизма с возникновением рационалистической философии Рене Декарта. Переворот в науке XVII века, связанный не только с Декартом, но также Галилео Галилеем, Исааком Ньютоном и Готфридом Лейбницем, оказал сильнейшее воздействие на распад теологического мировоззрения Средневековья и предопределил выраженный интеллектуализм классицистического искусства, его веру в человеческий разум и в приоритет человеческого сознания. Многие литературоведы и философы, в частности Жан Кранц и Стефан Мокульский, подчёркивали существенный характер для классицизма картезианской метафизики, аналитического метода исследования и рационализма, противопоставленного эмпирике. Философия Декарта оказала плодотворное влияние на классицистическое искусство и тем, что в ней человек стал «мерой всех вещей». Данная идея возникла в эпоху Возрождения, но в XVII веке была существенно дополнена и усложнена. Декарт ставил в центр Вселенной не просто человека, а человеческий разум. Аналогично и в классицизме главным в изображении стал внутренний мир человека, его мысли, воля, чувства. В центре классицистического искусства — думающий, размышляющий, чувствующий человек, чего Ренессанс ещё не знал.

### Концепция Э. Панофского
Историк и теоретик искусства Эрвин Панофский в книге «Идея. История понятий старой истории искусства» (1924) рассмотрел развитие эстетического понятия «мимесис» на обширном историческом материале. Согласно Панофскому, классицизм с середины XVII века получал всё большее значение в художественной практике, при этом заняв главенствующее место в теории искусства. Предыдущий этап развития — маньеризм — классицисты рассматривали как крайне упадочное искусство. Причинами они считали недостаточность изучения природы (подражание другим мастерам вместо прямого взаимодействия с объектом) и отрыв творчества от реальности (чистая фантазия вместо созерцания). Ренессансная и классицистическая теории имели существенное различие: если первая противостояла только одной форме вырождения искусства — недостаточности наблюдения и изучения природы, то вторая выступала также и против натурализма Караваджо. Классицистическая теория искала «золотую середину», отвергая крайности маньеризма и натурализма. Эталоном такой «золотой середины» считалась Античность, понятая не как «натуралистическое», а как «естественное» искусство, укладывающееся в рамки «очищенной» или «облагороженной» природы.
Панофский считал, что наиболее точно теорию классицизма выразил знаток искусства Джованни Пьетро Беллори: «если искусство классицизма можно назвать классикой, осознавшей свою собственную сущность после уже не классического прошлого и внутри уже не классического мира, то то же самое относится к классицистической теории искусства, как она предстаёт у Беллори». В классицизме, боровшимся с маньеризмом (метафизикой искусства), натурализмом и эмпиризмом, впервые была выработана система «идеалистической эстетики» в том понимании, в каком она известна в настоящее время. Искусство согласно классицизму нуждалось в природе, как материале для «очищения», но безусловно превосходило её. Простое подражание «необлагороженной» природе стало считаться чем-то неполноценным. Только в классицизме пришло осознание, что идеализм и натурализм, изучение Античности и изучение модели — противоположные понятия.

### Концепция В. Татаркевича
Польский философ и эстетик В. Татаркевич в «Истории эстетики» (1962—1974) сформулировал понятие «классической эстетики» Нового времени, являвшейся продолжением традиций эстетики античной. Сформулированная Л. Б. Альберти в XV веке, нашедшая воплощение в творчестве художников итальянского Возрождения и окончательно утвердившаяся в XVI столетии, она состояла из восьми постулатов:
1. Красота является объективным качеством, свойственным реальным предметам, а не их переживанию человеком.
2. Красота заключается в порядке, правильном соотнесении частей и соблюдении пропорций, универсальных канонах (dimensio), а также строгой соразмерной гармонии всех частей, объединённых тем, чему они принадлежат (concinnitas).
3. Красота воспринимается глазами, но оценивается разумом.
4. Красота выражает себя и в природе и в искусстве; она — закон природы, но главная цель в искусстве. Природа выступает образцом для искусства, но оно способно превосходить её, поскольку имеет возможность отобрать наилучшее.
5. Чтобы превзойти природу искусство должно быть основано на законах, общих правилах, должно стать рациональной дисциплиной, основанной на науке, и даже само стать наукой.
6. Модель или рисунок важны для искусства с точки зрения намерения, формируемого в сознании художника. Произведение искусства — материальный объект, но создан он духом и разумом человека (cosa mentale).
7. Искусство может затрагивать важные темы, подбирая для них наиболее подходящие формы. Гармония формы и содержания (декорум) — это разновидность concinnitas.
8. Великие возможности искусства были раскрыты античными мастерами. С точки зрения порядка, меры, рациональности и красоты их творения совершеннее природы и потому могут служить образцами для всех последующих поколений.

В XV—XVI веках теоретики искусства в скрытой или явной форме приняли все восемь постулатов, но при этом могли подчёркивать главенствующую роль какого-либо одного из них. Сформулированные для изобразительных искусств, восемь правил постепенно перетекли и в теорию поэзии. Сгруппированные вместе, они образовали «классическую идеологию», составленную из разных источников и традиций: объективность красоты была заимствована у Платона; идея порядка — из пифагорейства; концепция соотношения природы и красоты — у Аристотеля; идея духовной красоты — у Плотина и Фичино; декорум — у стоиков; идея о связи искусства и красоты — у теоретиков XV века; идея возвеличивания Античности — у гуманистов; гармония (concinnitas) и рисование (disegno) — у Альберти. В XVI веке классическая теория приобрела законченный вид и стала главенствующей в эстетике.
В представлении Татаркевича, классицизм являлся выражением приверженности «классической эстетике», при этом он не имел абсолютного или императивного характера: многие художники XVII века на словах придерживались классицизма, а в практике — барокко; Микеланджело в раннем творчестве выражал идеи классической эстетики, но в позднем — антиклассической; Бронзино был маньеристом в композициях, но классицистом в портретах. Существовали и отличающиеся один от другого варианты классицизма: ренессансный классицизм, классицизм Плеяды, эклектичный классицизм Карраччи, барочный классицизм (или классицистическое барокко), придворный классицизм, классицизм Пуссена, академический классицизм, классицизм Мансара и другие.
Концепция Татаркевича критиковалась с методологической точки зрения. Как приверженец эстетического плюрализма, философ концентрировался на изучении множественных «эстетических мотивов», проходивших через всю историю эстетики, а в периодизации «Истории эстетики» (Античность, Средние века, Возрождение и XVII век) качественные границы эпохи Возрождения были  размыты, что привело к ничем не обоснованной необходимости вводить в неё эстетику барокко и классицизма.

### Классицизм как каноническое искусство
Классицизм, в типологическом смысле, являлся представителем канонического искусства, ориентировавшегося на античность. Культуролог Юрий Лотман писал: «В исторической поэтике считается установленным, что есть два типа искусства. <…> Один тип искусства ориентирован на канонические системы („ритуализированное искусство“, „искусство эстетики тождества“), другой — на нарушение канонов, на нарушение заранее предписанных норм. Во втором случаем эстетические ценности возникают не в результате выполнения норматива, а как следствие его нарушения». Теория двух типов искусства объясняла оппозицию «классицизм—романтизм», и типологически сближала классицизм с искусством Средневековья.
Греческое слово канон (обозначавшее правило, норму) употреблялось в качестве художественно-эстетической категории со времён Поликлета. Понимание этой категории трансформировалось со временем (канон был различным в античности, средневековье, и в период классицизма), однако сама интенция канонического искусства сохраняла значение и была связана с культом формы, который был неразрывно связан с культом памяти. Поль Валери отмечал, что «форма по своей природе связана с повторением. Следовательно, культ новизны противоположен заботе о форме». Спецификой классицизма являлось то, что он стал новой версией канонического искусства, появившейся после художественного переворота, совершённого в эпоху Возрождения и, таким образом входил в противоречие с духом культуры, на которой во многом был построен. Иными словами, наследие эпохи Возрождения было кардинально переосмыслено в искусстве и эстетике классицизма.
Если эпоха Возрождения открыла в античной мысли её «языческий» интерес к человеку, её гуманистическую природу, то впоследствии, в XVII столетии, основоположник классицизма Франсуа де Малерб, как и его современники, решительно отвергли вершину поэзии Возрождения — творчество Пьера де Ронсара. Классицисты не принимали ренессансные свободные нормы творчества, видя в Античности только «цивилизующую» рассудочность и регламентацию. Философско-эстетические установки раннего классицизма были изложены в письме Никола́ Пуссена от 24 ноября 1647 года, излагавшем «теорию модусов», и наиболее полно изложены в трактате Никола Буало «Поэтическое искусство» (1674) — зрелом выражении доктрины классицизма. Суть установок сводилась к «осуществлению творческого процесса под эгидой разума».
В эпоху Просвещения, в частности в философии Рене Декарта, в понимании классицизма доминировала идеология рационализма и рационального постижения красоты. Художественное произведение классицизма должно отличаться ясной и строгой композицией, обнаруживая, тем самым, стройность и логичность самого мироздания. Интерес для художника классицизма представляет только вечное, неизменное — в каждом явлении он стремится распознать существенные, типологические черты, отбрасывая случайное и несовершенное.
Теория и практика классицистического искусства в своём развитии неизбежно порождает академизм, прежде всего в живописи и скульптуре. Термин «академизм» используют в самом широком смысле для обозначения консервативных, «охранительных» тенденций в искусстве, художественных течений, школ и мастеров, следующих правилам и канонам, авторитетам, классическим образцам искусства прошлого, художественная ценность которых считается абсолютной, непревзойдённой, независящей от места и времени. В основу академического искусства также положено наследие античности, но академизм отличается от классицизма введением строгих канонов в области выбора темы или сюжета, композиции, техники выполнения. В частности, в академическом искусстве устанавливается иерархия жанров, которые делятся на высокие (ода, трагедия, эпопея) и низкие (комедия, сатира, басня). В изобразительном искусстве высокими, или «изящными», признаются картина на исторический или библейский сюжет, парадный портрет, а пейзаж или натюрморт считаются низшими (в XIX веке: «подлыми, недостойными»). Каждый жанр имеет строго определённые признаки, смешивание которых не допускается.

## Культурологическое описание
Историки культуры рассматривают классицизм не только как чисто эстетический феномен или художественное направление, но и как тип культуры. Вслед за Шарлем Бланом классицизм рассматривали как значительное социокультурное явление представители культурно-исторической школы.
В 1956 году австрийский и американский востоковед Г. Э. фон Грюнебаум предпринял попытку культурологического описания классицизма на основе четырёх признаков:
1. Прошлая (или чуждая) фаза развития культуры признаётся полной и совершенной реализацией человеческих возможностей.
2. Эта реализация усваивается как законное наследие или достояние.
3. Допускается, что облик настоящего может быть изменён по образцу прошлого (или чуждого) идеала.
4. Чаяния, характерные для прошлой или же чужой культуры, принимаются как образцовые и обязательные для настоящего»[34].

Попытка оказалась неудачной, так как в сущности Грюнебаум описал не классицизм, а историзм, поскольку в культуре классицизма, как и Возрождения, не было понятия истории в современном значении и множественности равноценных «культур».
Культурологи Елена Шпинарская и Моисей Каган считали, что классицизм в европейской культуре XVII—XIX веков выполнял функцию «кристаллизации культурно-исторических и формально-изобразительных смыслов и средств в „высокой образцовой форме“». В сущности, он являлся последним проявлением принципов традиционной культуры в европейской истории.

## Периодизация
| Период                          | Европа        | Россия                                  |
| ------------------------------- | ------------- | --------------------------------------- |
| XVII век                        | классицизм    | —                                       |
| конец XVIII — середина XIX века | неоклассицизм | русский классицизм                      |
| конец XIX — начало XX века      |               | русский неоклассицизм (ретроспективизм) |

В историческом смысле под классицизмом понимают несколько волн классицистического стиля в европейском искусстве, которые пришлись на:
- XVII столетие;
- XVIII — начало XIX века (неоклассицизм);
- Конец XIX — начало XX века.

### XVII век
В западноевропейском искусствознании долгое время превалировала тенденция обозначать XVII столетие «веком барокко». Исходя из этого, многие зарубежные учёные объявляли искусство всех национальных школ XVII века вариантами одного стиля — стиля барокко. В советском искусствоведении такая тенденция считалась упрощением общей картины развития искусства данного периода, поскольку в сравнении с предшествующими временами, XVII век имел качественные отличия: главное из них заключалось в том, что не существовало единого стиля данной эпохи. В данный период сложились не одна, а две стилевые системы — барокко и классицизм, но они не охватывали целиком всё искусство XVII столетия (параллельно в живописи возник и развивался реализм). Барокко и классицизм возникли и формировались параллельно, однако барокко было более распространено, занимая господствующие позиции в искусстве Италии, Испании, Фландрии, Германии и во многих странах Центральной Европы; классицизм главенствовал только в искусстве Франции.
Помимо Франции, классицистическая стилевая система в XVII веке имела распространение в немногих странах Европы и лишь в отдельных видах искусства: в архитектуре — в Голландии и Англии; в живописи — эпизодически в Италии и у некоторых мастеров в Голландии. В культуре Франции классицизм нашёл воплощение главным образом в живописи, где к его представителям относят Пуссена, Клода Лоррена, Гаспара Дюге, в отдельных этапах творчества — Эсташа Лесюэра. В архитектуре Франции, вследствие запросов абсолютистского королевского двора и католической церкви, классицизм был вынужден войти в тесное соприкосновение с барокко, дав нередкий для XVII века пример органичного слияния элементов данных стилевых систем. В архитектуре Голландии классицизм имел распространение в более строгих формах.
Резкая асинхронность эволюции различных видов искусств стала отличительной чертой классицизма XVII века, что сильно отличало его от барокко, к началу столетия охватившего все виды пространственных искусств. В скульптуре классицизм не нашёл отчётливого выражения. В других видах искусства он сильно запаздывал в развитии, по сравнению с барокко. В живописи стиль сложился в отчётливую концепцию к 1630-м годам; в архитектуре проявился в качестве новой концепции, хотя ещё не разорвавшей связи с барокко, с 1650-х годов.

### XVIII — начало XIX века
Классицизм XVIII века (неоклассицизм), противопоставлявший себя эстетике придворного рококо, сложился в период эпохи Просвещения. Доктрина неоклассицизма была сформулирована немецким теоретиком и историком искусства Винкельманом, обратившимся к античности как к классическому образцу культуры, свободной от пышности фразеологии, «искусственности» позднего барокко и «фривольной испорченности» рококо. Винкельман считал, что искусство Древней Греции воспитывало благородные, достойные качества в свободных гражданах. При известной политической робости, теория Винкельмана достаточно полно отражала прогрессивные тенденции своего времени.
Неоклассицизм, при безусловной общности ряда стилевых признаков, не представлял собой простое развитие классицизма XVII века, а выступал принципиально новым историко-художественным явлением. Главные различия между стилями лежали в области художественных идей и социальной функции классицизма в XVII и XVIII веках. Общими чертами классицизма и неоклассицизма выступали — обращение к античности как к художественному канону, утверждение примата долга над чувством, возвышенная отвлечённость, пафос разума, порядка и гармонии. Однако в XVII веке классицизм складывался в условиях консолидации французской нации в рамках абсолютной монархии и не поднимал вопрос отрицания социальных норм, которые лежали в основе этого государственного строя.
В неоклассицизме антифеодальная линия была выражена гораздо ярче. Античность в XVIII столетии объявлялась нормой и идеалом ещё и потому, что в ней, по мнению идеологов неоклассицизма, нашли отражение наиболее совершенное воплощение исконные добродетели, свойственные человеку, живущему в разумном, свободном обществе городов-республик античности. В зависимости от меры прогрессивности того или иного представителя неоклассицизма, либо подчеркивалось эстетическое и нравственное превосходство нового направления по сравнению с фривольностью позднего рококо или излишней пышностью позднего барокко, либо акцентировался гражданский пафос классицизма.
Во Франции неоклассицизм развился в духе последовательной гражданственности и воинствующей революционности, оформившись в конце XVIII века в революционный классицизм (творчество Давида, Суффло). В большинстве европейских стран неоклассицизм не имел столь выраженной революционной направленности. В России он утверждался как идеал благородной разумности и гражданского патриотизма, не вступая в открытое противоречие с государственным устройством. В Германии художественная практика классицизма носила ограниченный и компромиссный характер, выражая попытки старых режимов модернизироваться и приспособиться к современности.

### Конец XIX — начало XX века
Неоклассические тенденции в искусстве конца XIX — начала XX века не нашли целостного выражения в европейском искусстве эпохи модерна, а потому представляли собой скорее совокупность тенденций, не образовавших единого стиля (за редкими исключениями, например — архитектура русского неоклассицизма начала XX века). Тем не менее, классическая тенденция прослеживалась в творчестве многих европейских художников этого времени: Пьера Пюви де Шаванна, Поля Сезанна, Эмиля Бурделя, Аристида Майоля.

## Живопись
Интерес к искусству античной Греции и Рима сохранялся в Средневековье, но с наибольшей силой проявился в эпоху Возрождения, когда художники, обращаясь к формам, мотивам и сюжетам античности, пытались найти в них актуальное содержание и новые идеи. Архитектор и теоретик искусства Леон Батиста Альберти ещё в середине XV века сформулировал основные принципы искусства классицизма, в полной мере проявившиеся в начале следующего столетия, в период так называемого римского классицизма начала XVI века, в творчестве Донато Браманте и Рафаэля Санти, в частности в композиции фрески «Афинская школа» (1511), и в других росписях Станц Рафаэля в Ватикане.

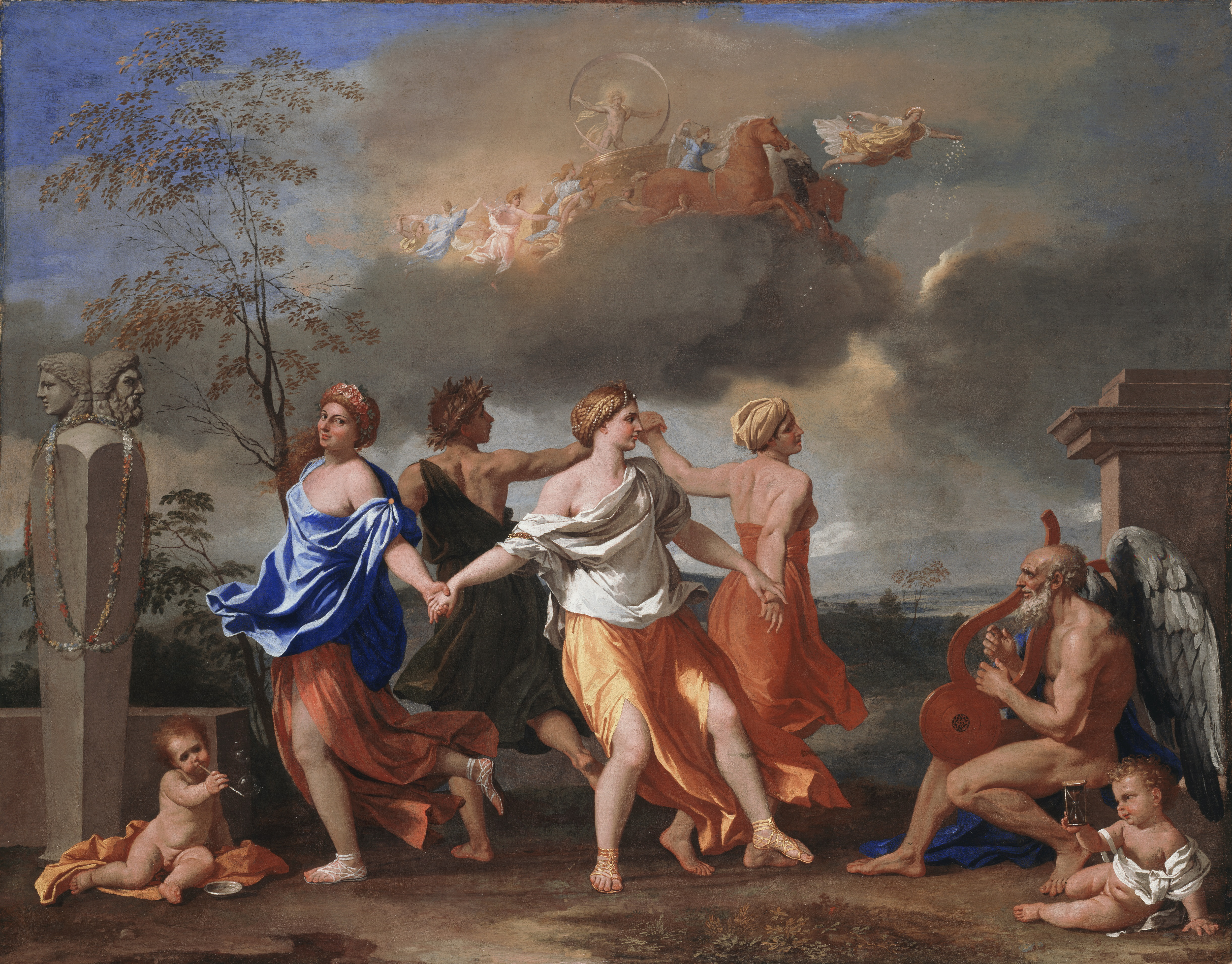
Н. Пуссен. Танец под музыку времени. 1634—1636. Собрание Уоллеса, Лондон

Обобщение и сохранение достижений художников Высокого Возрождения во главе с Рафаэлем, его последователями и учениками составили программу болонской школы конца XVI века, наиболее характерными представителями которой были братья Карраччи и прежде всего — Лодовико Карраччи, учредивший в 1585 году художественную Академию дельи Инкамминати (итал. Accademia degli Incamminati), целью которой было закрепление и утверждение достижений предыдущей эпохи, причём в эклектической форме. Так канонизация классицизма привела к академизму в искусстве.
В начале XVII века Рим продолжал оставаться художественным центром Европы. Для изучения наследия античности и эпохи Возрождения в Рим стремились молодые художники разных стран. Наиболее видное место среди них занял французский живописец Никола Пуссен, который в своих живописных произведениях, преимущественно на темы античной древности и мифологии, продемонстрировал непревзойдённые образцы рационально выверенной композиции. Другой француз, Клод Лоррен, которого называли романистом за пристрастие к пейзажам римской Кампаньи, в своих антикизированных пейзажах с «мифологическими фигурами» изображал античные руины, море, корабли, небо и заходящее солнце — всегда в центре композиции, в точке сходящихся перспективных линий, что создавало особенную световую «пульсацию». Это дало повод знатоку живописи А. Н. Бенуа назвать Лоррена «люминистом».

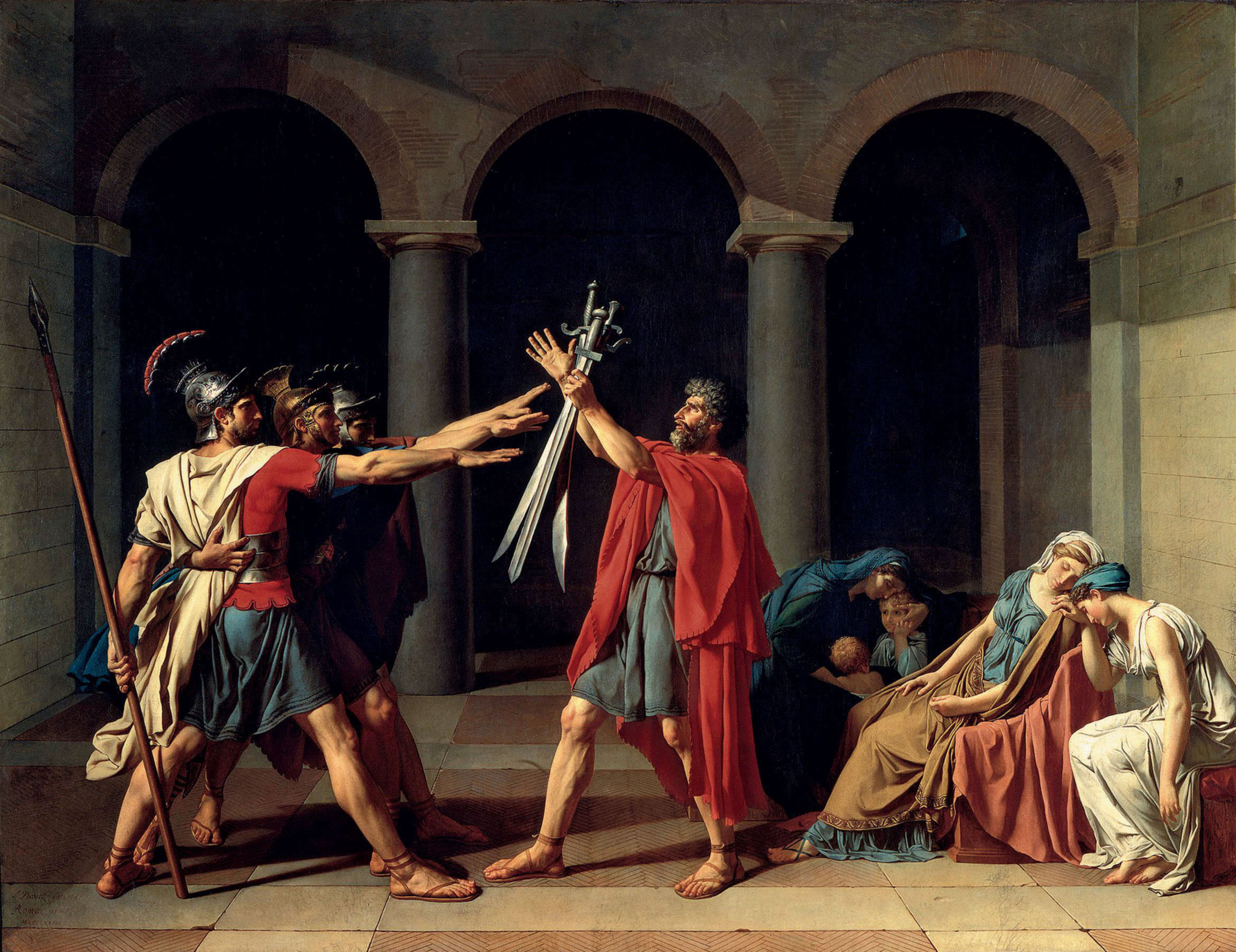
Ж.-Л. Давид. Клятва Горациев. 1784. Лувр, Париж

Подлинный классицизм Пуссена, работавшего в Италии, противостоял придворным живописцам королевского двора в Париже: Шарлю Лебрену и Симону Вуэ, которые видели в классицистической живописи идеальное средство для отражения идеологии французского абсолютизма «Короля-солнца» Людовика XIV. Так родился «Большой стиль» (фр. Grand Manière), охвативший все виды искусства, но прежде всего живопись, скульптуру и архитектуру. Особенность этого стиля состояла в соединении элементов классицизма и барокко. Идеи и художественные формы классицизма позволяли возвеличивать короля, сравнивая его деяния с великими творениями императоров Рима, а барокко — придавать этим формам особую пышность, экспрессию и величие. Таким образом, классицистически-барочный стиль стал особенностью придворного искусства Франции второй половины XVII века.
Другая особенность французского классицизма заключалась в его срастании с академизмом. Именно в это время, в эпоху правления Людовика XIV, в Париже были основаны Королевская академия живописи (1648), её возглавил первый портретист короля Шарль Лебрен, и Королевская академия скульптуры, к которой Ж.- Б. Кольбер в 1671 году присоединил Королевскую академию архитектуры. Её возглавил выдающийся французский архитектор, теоретик и педагог Франсуа Блондель Старший. Римская премия для лучших учеников позволяла за счёт короля продолжать обучение во Французской академии в Риме.
После эпохи стиля французского регентства и рококо открытие во второй половине XVIII века подлинной античной живописи при раскопках Геркуланума и Помпей, прославление идеала античности немецким историком искусства И. И. Винкельманом и культ Рафаэля, проповедуемый близким к нему по взглядам живописцем А. Р. Менгсом, дали идеям классицизма второе рождение. Отсюда термин «неоклассицизм», характеризующий большинство художественных произведений западноевропейского искусства того времени.
В России середины и второй половины XVIII века идеи классицистического искусства с наибольшей полнотой распространялись впервые (хотя предпосылки и отдельные проявления были и ранее). Поэтому искусство того же периода называют просто классицизмом, русским классицизмом или, по характеру правления императрицы Екатерины II, екатерининским классицизмом.
Крупнейшим представителем классицизма рубежа XVIII—XIX веков, времени распространения идей романтизма в странах Западной Европы, явился живописец Жак Луи Давид. Присущий его искусству лаконичный и драматичный художественный язык с равным успехом служил пропаганде идеалов Французской революции («Смерть Марата») и Первой империи («Коронация Наполеона I»). Давид сумел совместить традиции классицистического искусства и романтические настроения эпохи. Отсюда термин «романтический классицизм».
В середине XIX века изобразительное искусство вступает в полосу кризиса, причём не только во Франции, но и в других странах. Художественную линию Давида продолжал его ученик Энгр. При сохранении художественного языка классицизма в своих произведениях Энгр обращался к романтическим сюжетам с восточным колоритом («Турецкие бани»), но в его индивидуальном стиле доминировал академизм. Его портретные работы отмечены тончайшей моделировкой формы и цвета.
В России, в отличие от искусства стран Западной Европы, где возникало противостояние классицизма и академизма с одной стороны и романтизма с другой, происходило оригинальное слияние академических форм искусства и романтических идей. Например Карл Брюллов наполнял классицистические по идее и академические по форме произведения духом романтизма; это сочетание породило различные определения: «романтический классицизм», «романтический академизм» или обобщающее: русское академическое искусство. Проводниками академического классицизма были многочисленные академии художеств. В середине XIX века против канонов и консерватизма академического искусства бунтовало тяготеющее к реализму и натурализму обыденных сюжетов молодое поколение, представленное во Франции творчеством Г. Курбе, а в России — передвижниками.

## Скульптура

А. Канова. Амур и Психея. 1787—1793. Лувр, Париж

Стимулом развития классицистической скульптуры в середине XVIII века послужили эстетическая теория И. И. Винкельмана, археологические находки в раскопках древних городов Геркуланума и Помпей, открытие для публики частных коллекций римских меценатов и создание первых публичных музеев античной скульптуры в Италии, расширившие познания современников об античном искусстве. На грани барокко и классицизма развивалось творчество французских скульпторов «большого стиля» (фр. Grand Manière) эпохи Людовика XIV, работавших в Версале, и их последователей: Ф. Жирардона, А. Куазево, П. Пюже, Ж.-Б. Тюби, Ж.-Б. Пигаля, Гийома Кусту Старшего, Ж.-А. Гудона. Среди скульпторов французского классицизма выделяются Этьен Морис Фальконе, автор прославленного «Медного всадника» в Санкт-Петербурге (1766—1782), скульптуры «Зима» (1771), очаровательных камерных статуэток из бисквита (неглазурованного фарфора).
Скульптор Жан-Антуан Гудон вошёл в историю искусства не только психологическими портретами, включая знаменитый портрет Вольтера в кресле (1778), но и «экорше» ((1766—1767)) — анатомической фигурой, служившей незаменимым учебным пособием для многих поколений художников в учебных заведениях разных стран. Экорше Гудона популярно до такой степени, что фигуру до настоящего времени именуют «гудоном».
Французский скульптор Клод Мишель, или Клодион, представляет камерное направление скульптуры классицизма. Помимо портретов Клодион изготавливал модели статуэток из бисквита для Севрской фарфоровой мануфактуры, рисунки плакеток, ваз и канделябров. Он работал в мраморе, бронзе и терракоте. За мягкий и изящный стиль Клодиона прозвали «Фрагонаром скульптуры».
В период классицизма, наряду с демократическими, просветительскими тенденциями, парадоксально сохранялись академические каноны. Яркими представителями академического классицизма в скульптуре этого времени были Антонио Канова и Бертель Торвальдсен. Салонное и сентиментальное творчество Антонио Кановы следует относить, скорее, к академизму в его худших проявлениях, чем к подлинному классицизму.
Выдающимися скульпторами русского академического искусства, учениками французского мастера Н.-Ф. Жилле в Императорской Академии художеств в Санкт-Петербурге были Ф. И. Шубин, Ф. Г. Гордеев, М. И. Козловский, И. П. Мартос, Феодосий Ф. Щедрин, А. А. Иванов, И. П. Прокофьев.
В академической монументально-декоративной скульптуре часто возникало некоторое противоречие между античным идеалом обнажённого прекрасного тела и условиями заказа в изображении конкретных лиц, например царствующих особ или политических деятелей. Так, например, А. Канова довольно смело изобразил Наполеона Бонапарта в образе обнажённого бога войны Марса (1806). Когда Наполеон увидел своё идеализированное изображение, он отказался принять работу, назвав её «слишком атлетичной» и запретив её показ публике.

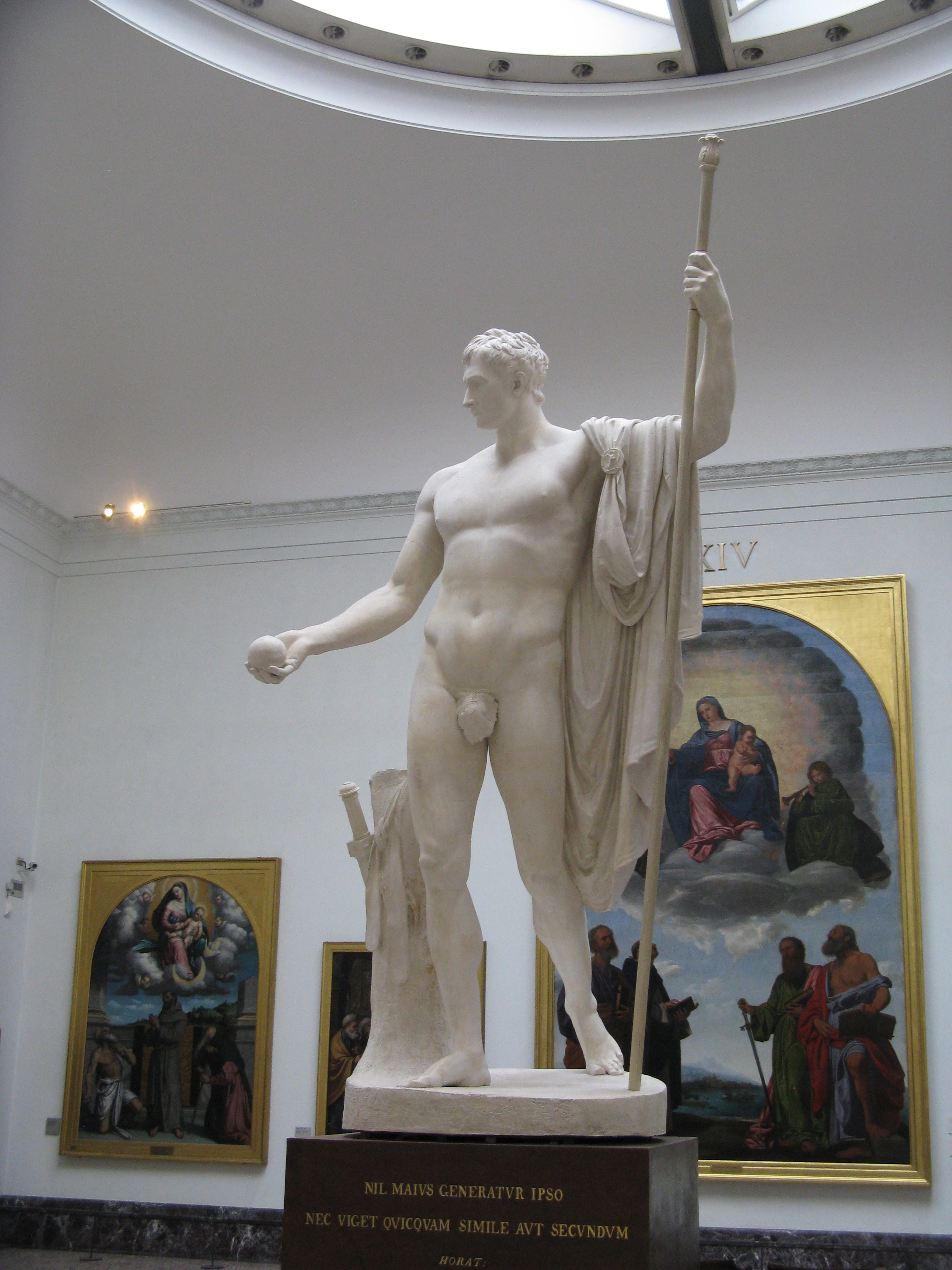
A. Канова. Наполеон Бонапарт. 1806. Пинакотека Брера, Милан

В иных случаях академические скульпторы прибегали не только к иносказаниям, но и «одевали» фигуры то в римские доспехи, то в античные тоги. Полину Бонапарт, сестру императора, Канова представил в виде полуобнажённой Венеры. М. И. Козловский создал памятник Суворову, изобразив российского полководца в виде римского бога войны Марса в шлеме и латах с мечом и щитом.
Фигуры полководцев Отечественной войны 1812 года: Кутузова и Барклая де Толли перед Казанским собором в Санкт-Петербурге Б. И. Орловский представил в одеяниях, похожих на римские тоги.

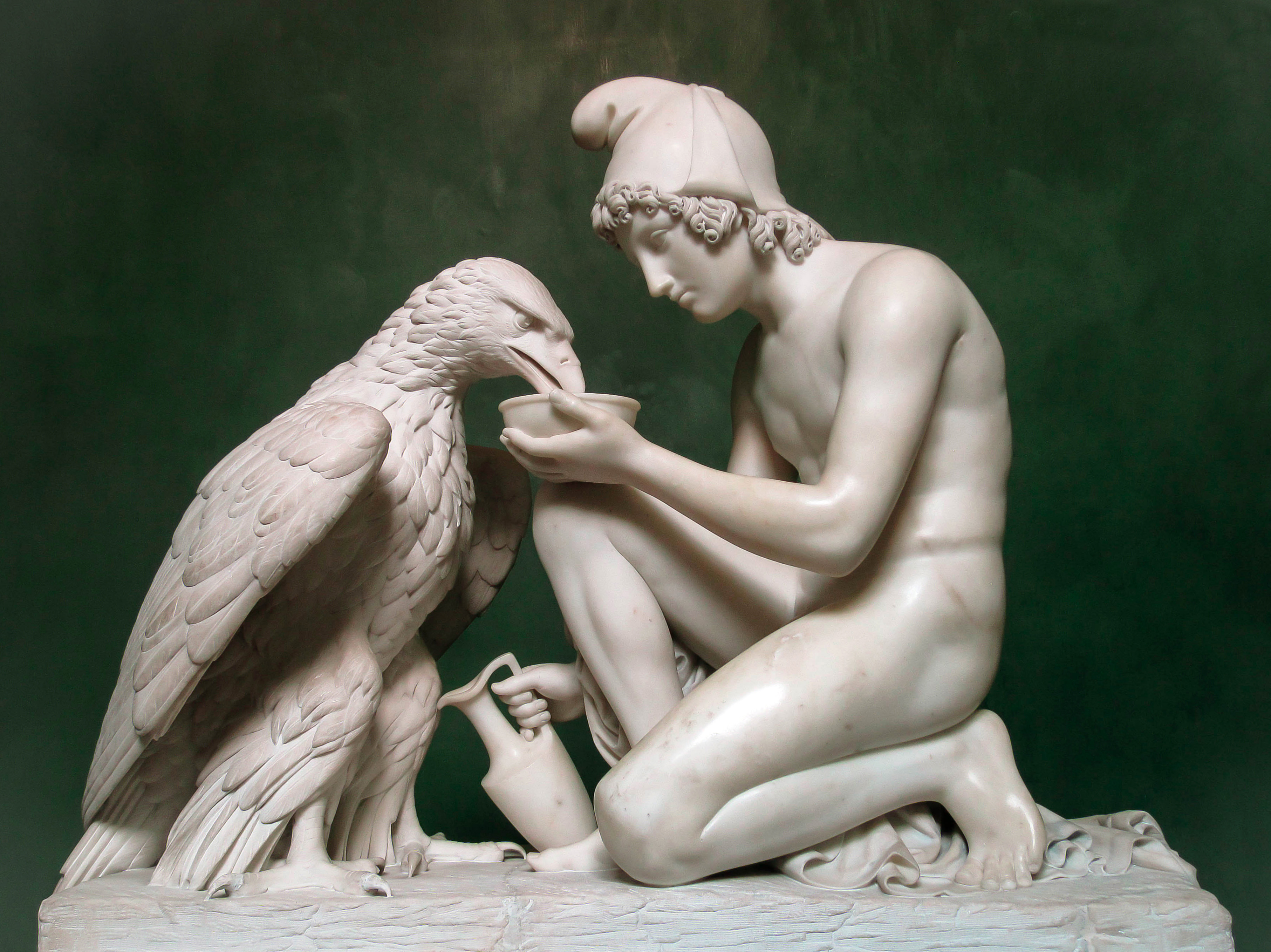
Б. Торвальдсен. Ганимед, кормящий орла Зевса. 1817. Музей Торвальдсена, Копенгаген

В начале XIX века продолжает существовать академический классицизм, например в творчестве датского скульптора Б. Торвальдсена. Одновременно, под влиянием исторических событий во Франции периода империи Наполеона Бонапарта, в западноевропейской скульптуре, как и в архитектуре, получает распространение стиль ампир. Однако его проявления, в основном, связаны с декоративной скульптурой в интерьере, мелкой фарфоровой и бронзовой пластикой, например в мастерской П.-Ф. Томира.

## Архитектура

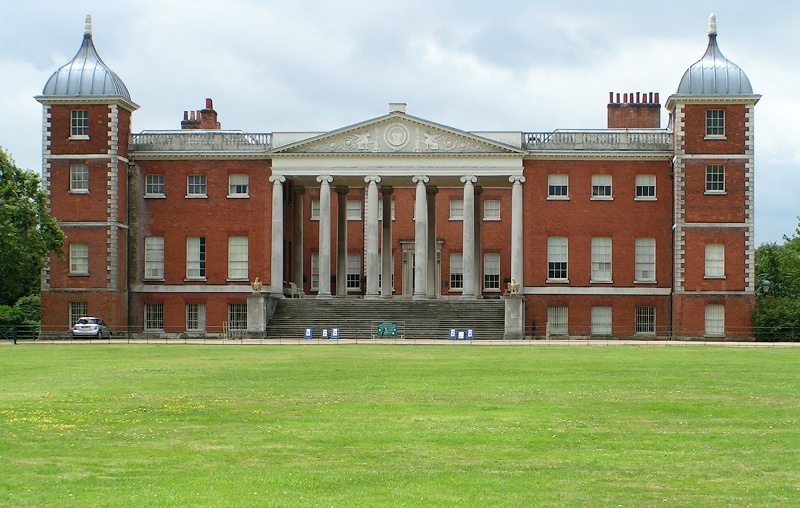
Особняк Остерли-парк, Лондон. Архитектор Р. Адам

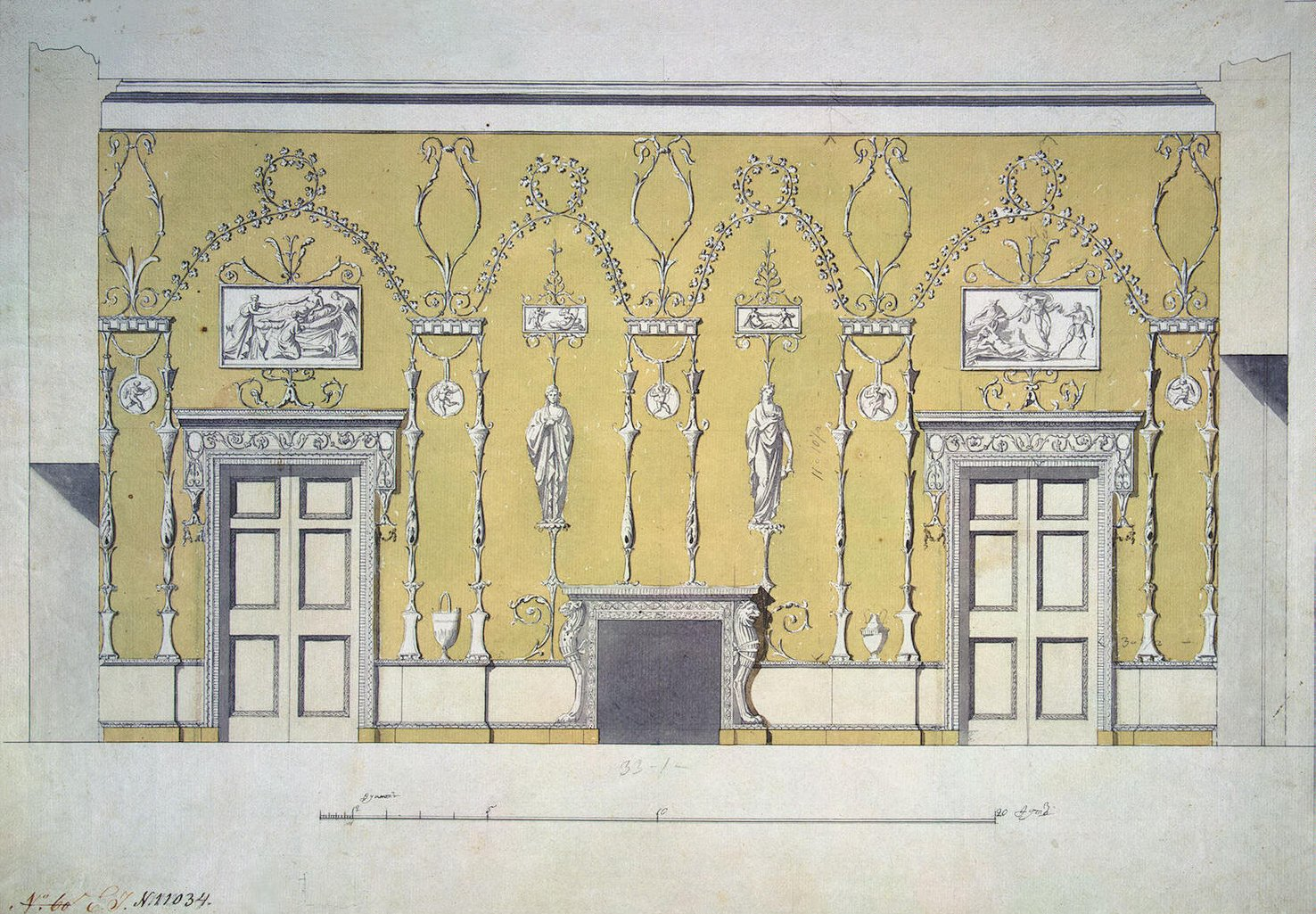
Ч. Камерон. Проект отделки Зелёной столовой Екатерининского дворца в Царском Селе

Главными чертами архитектуры классицизма, как западноевропейского, так и русского, является стремление к ясности и простоте, проявляющееся в симметрии, тектоничности композиции и рациональном пропорционировании. Архитектуре классицизма в целом присущи принципы регулярности. Поэтому основой архитектурного языка классицизма стал архитектурный ордер и его разновидности, заимствованные из античного, главным образом римского, наследия: тосканский, ионический, коринфский и, в особенно торжественных случаях, композитный.
В эпоху французского абсолютизма, в правление «Короля-солнца» Людовика XIV, сложился «большой стиль» (фр. Grand Manière), особенностью которого было необычное соединение элементов классицизма и барокко. Идеи и художественные формы классицизма позволяли возвеличивать короля, сравнивая его деяния с великими творениями императоров Рима, а барокко — придавать этим формам особую пышность и экспрессию. В архитектуре примерами «большого стиля» стали дворец Во-ле-Виконт, творение архитектора Луи Лево, ландшафтного архитектора Андре Ленотра и художника по интерьерам Шарля Лебрена (1658—1661) и Большой дворец в Версале (Л. Лево и Жюль Ардуэн-Мансар, создатель парка — А. Ленотр, 1668—1687). Дворец и парк в Версале стали «триумфом большого стиля» и продемонстрировали оригинальный вклад Франции в искусство западноевропейского классицизма. Ещё один пример архитектуры французского классицизма эпохи Людовика XIV, но на этот раз почти без барочных реминисценций, — знаменитая «колоннада Лувра» большого ордера (1664—1673), работа Клода Перро.
В композиции церкви Дома инвалидов в Париже (1693—1706) архитектор Ж. Ардуэн-Мансар впервые продемонстрировал так называемую «французскую схему»: крестовый план, идеальная симметрия, колонные портики, барабан с «римским куполом» и шпилем на одной вертикальной оси. Такая схема соединяет многие элементы и не имеет прямых прототипов в истории архитектуры. Портики и купол напоминают о Греции и Италии, но шпиль и фонарь соотносят композицию с традициями зодчества стран Северной Европы. Со временем «французская схема» Ардуэн-Мансара стала образцовой для архитектуры классицизма «севернее Альп». Её в общих чертах повторил Ж.-Ж. Суфло в церкви Св. Женевьевы (Пантеоне) (1758—1789) и отчасти развил Кристофер Рен в соборе Святого Павла в Лондоне (1675—1708).
При Людовике XV (1715—1774) в Париже создавали градостроительные ансамбли в «древнеримском» вкусе, например симметричные фасады зданий северной стороны площади Согласия (1772—1775, архитектор Жак-Анж Габриэль), а при Людовике XVI (1774—1792) «благородный лаконизм» становился главным требованием заказчиков к архитекторам.
Основным течением классицизма XVIII века в странах Западной Европы стал палладианизм, в русскоязычной традиции: палладианство, выросшее из идей итальянского архитектора Андреа Палладио (1508—1580). В основе этого стилевого течения — античное наследие: следование композиционным принципам классической храмовой архитектуры Древней Греции и Рима, а также достижения искусства римского классицизма начала XVI века: школы Браманте и Рафаэля.
Классический пример палладианской архитектуры — Вилла Альмерико-Капра, построенная в XVI веке по проекту Палладио близ Виченцы и прозванная Вилла Ротонда за абсолютную симметрию композиции и круглый зал в центре. Примечательно определение историка архитектуры А. И. Некрасова: «Вилла Ротонда Палладио уже не Ренессанс, а классицизм», поскольку её архитектура тяготеет к «холодной рассудочности и геометрической упрощённости».

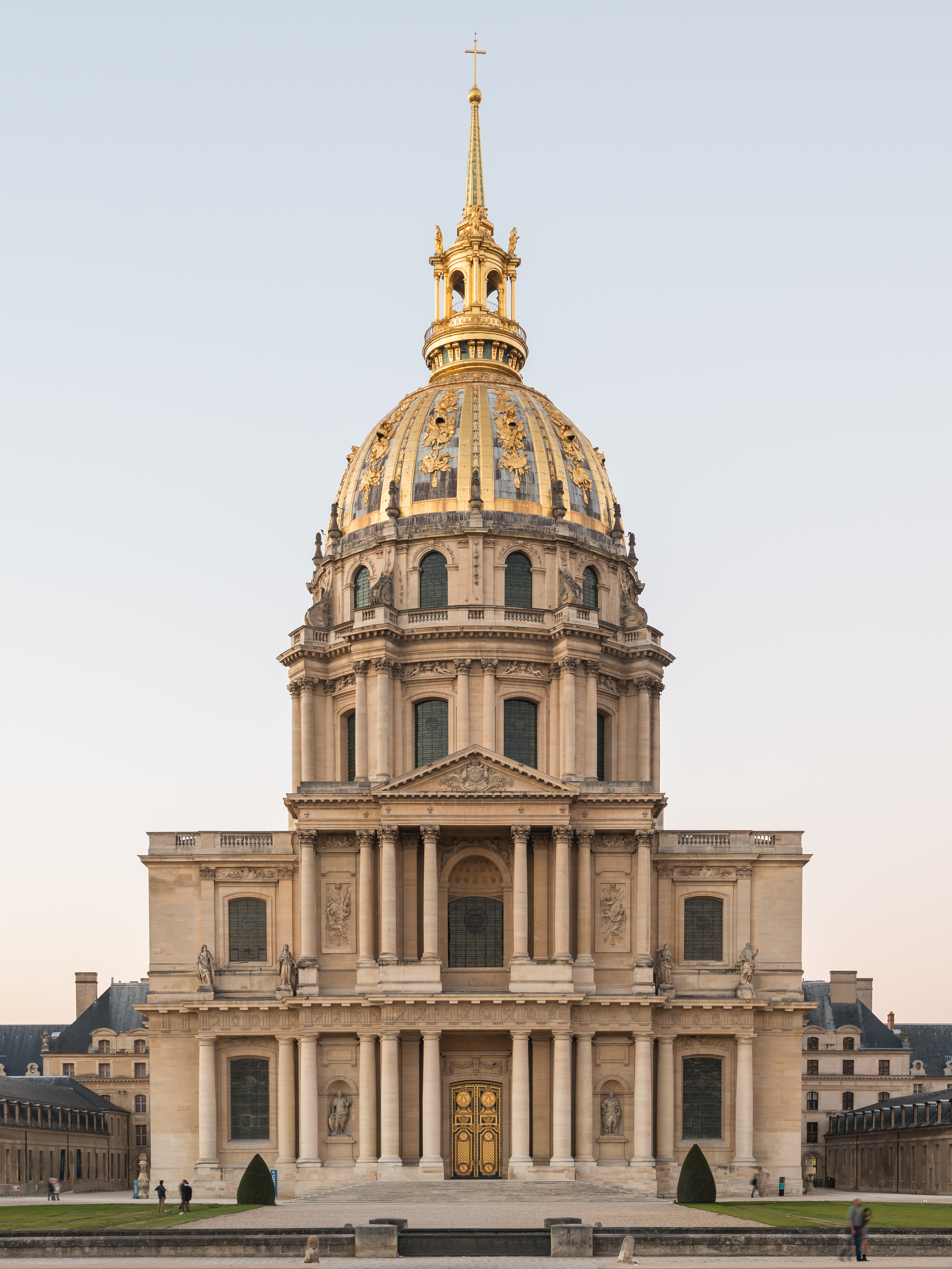
Собор Дома инвалидов в Париже. 1693—1706. Архитектор Ж. Ардуэн-Мансар

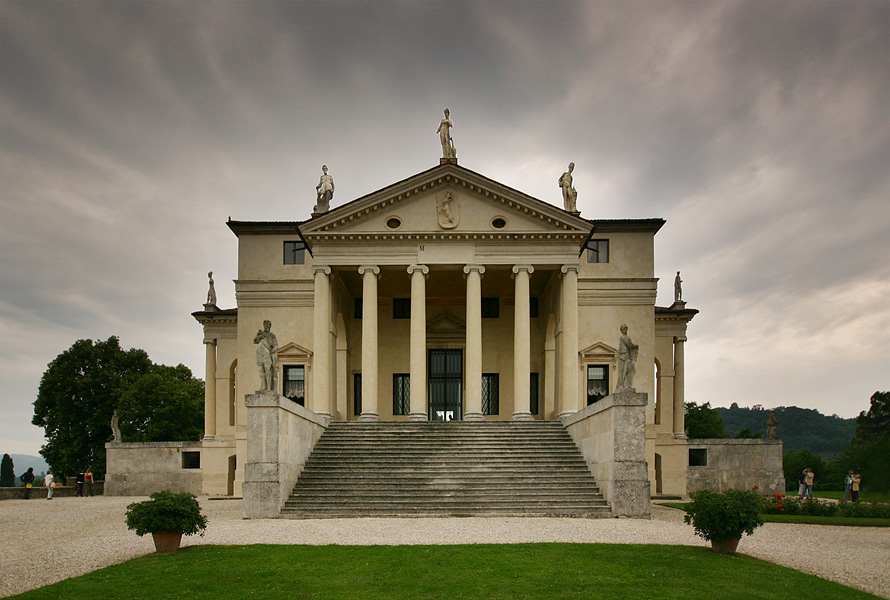
Вилла Ротонда (Альмерико-Капра) близ Виченцы. 1556—1567. Архитектор А. Палладио

В 1715—1725 годах благодаря усилиям лорда Бёрлингтона и архитектора-палладианца Колина Кэмпбелла было осуществлено трёхтомное издание «Британский Витрувий, или Британский архитектор» (Vitruvius Britannicus, or the British Architect..). Оно имело важное значение в истории европейской архитектуры. Это был развёрнутый иллюстрированный каталог построек английского классицизма, включающий проекты лорда Бёрлингтона, сэра Кристофера Рена, самого Кэмпбелла, Николаса Хоуксмура, Уильяма Кента, Иниго Джонса, Джона Ванбру, И. Вэра, Р. Морриса и многих других архитекторов-палладианцев.
Английский архитектор Иниго Джонс перенёс палладианство на север, в Англию. Однако английские архитекторы стремились соединить основные палладианские темы: центрическую схему, симметрию фасада, колонные портики, с традициями старинных английских загородных замков с угловыми восьмигранными башнями, зубчатыми стенами и стрельчатыми арками.
В Париже методом компиляции многих исторических прототипов архитекторы сформировали так называемую «французскую схему»: крестовый план, идеальная симметрия, колонные портики, барабан с «римским куполом» и шпилем на одной вертикальной оси. Такая схема соединяет многие элементы и не имеет прямых прототипов в истории архитектуры. Первым её применил Жюль Ардуэн-Мансар в церкви Дома инвалидов (1693—1706). Её в общих чертах повторил Ж.-Ж. Суфло в церкви Св. Женевьевы (Пантеоне) (1758—1789) и отчасти развил Кристофер Рен в соборе Святого Павла в Лондоне (1675—1708).
На мастеров следующего поколения оказывали влияние не только археологические находки в Италии, но и фантастические композиции Дж. Б. Пиранези, живописные и графические ведуты Ш.-Л. Клериссо. Главным отличием архитектуры классицизма XVIII века от предыдущих модификаций классицистического стиля стало следование не обобщённому представлению об архитектуре античности, а, благодаря накопленному к этому времени археологическому материалу и детальному изучению памятников, ориентация на конкретные прототипы, стилизация определённых форм и композиций.
Оригинальную концепцию создания французской национальной классической архитектуры, совмещающей готическую и классицистическую традиции, выдвинул аббат М.-А. Ложье.
Новые градостроительные идеи рождались в Париже. М.-А. Ложье одним из первых после утопистов эпохи Возрождения выдвинул программу создания города-сада с правильно распланированными кварталами, цветниками и водоёмами. Первым реализованным градостроительным проектом Нового времени стала Площадь Согласия в Париже, создававшаяся в течение длительного времени, в 1757—1779 годах, по проекту Жак-Анжа Габриэля, обобщавшего идеи архитекторов Ж. Бофрана, Ж.-Б. Валлен-Деламота, Ж.-Ж. Суффло и Дж. Сервандони. Образцом французского классицизма стал Малый Трианон в Версале — компактный симметричный объём с ясными членениями фасадов. Построен по проекту Жак-Анж Габриэля в 1762—1768 годах. В основу пропорционирования положены простые кратные отношения: 1:2. Здание представляет собой яркий пример рационализма в архитектуре. Длина постройки вдвое больше высоты, высота дверных и оконных проёмов вдвое больше их ширины, высота второго этажа вдвое меньше высоты первого.
В конце XVIII века палладианизм вновь вошёл в моду, наиболее выдающимся мастером этого времени был английский архитектор Роберт Адам, организовавший вместе с братом Джеймсом проектную фирму «Адельфи».

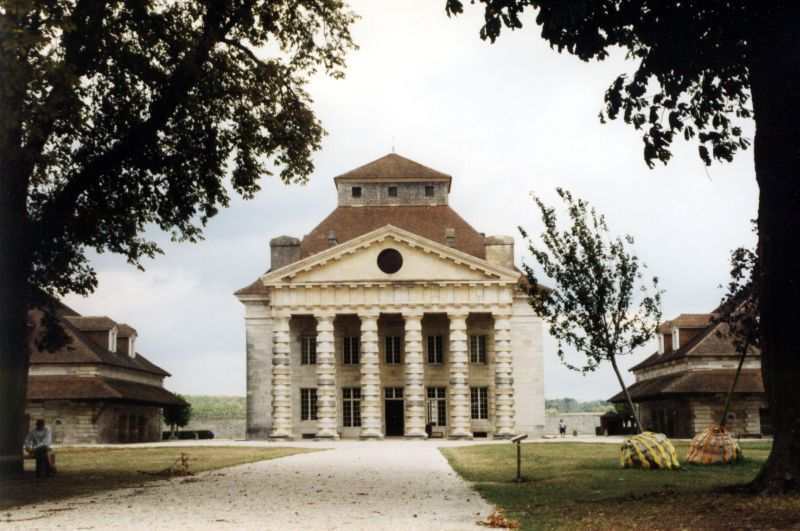
Постройка королевской солеварни Арк-э-Сенан идеального города Шо. 1770-е гг. Проект архитектора К.-Н. Леду

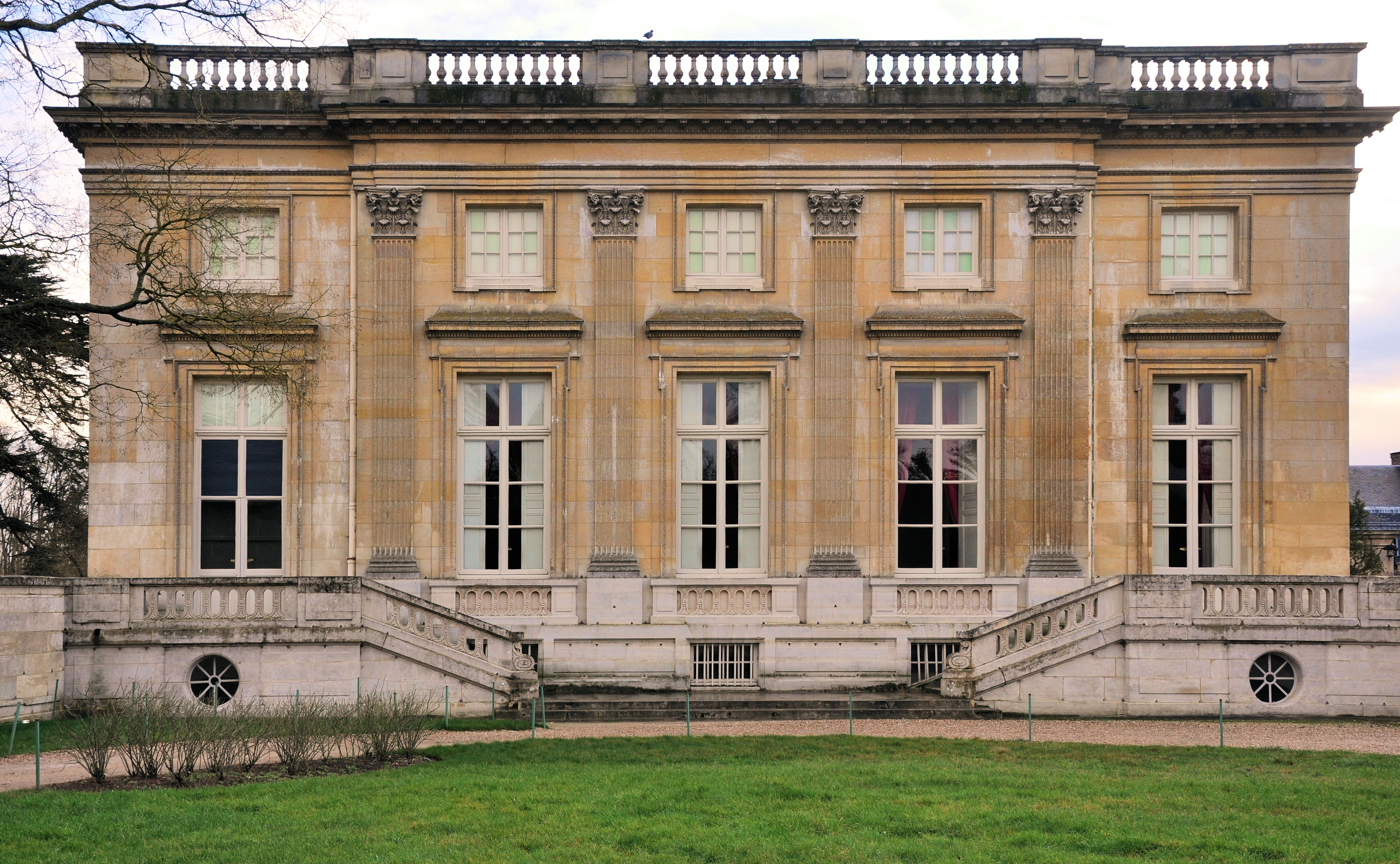
Малый Трианон в Версале. 1762—1768. Архитектор Ж.-А. Габриэль

В эпоху Просвещения и Французской революции сформировался «революционный классицизм» школы мегаломанов. В проектах Э.-Л. Булле, Ж. Гондуэна, К.-Н. Леду очевидно стремление к созданию огромных, поражающих размерами и величием сооружений гражданского назначения. Согласно их идеям, искусство Нового времени должно впечатлять мощью, монументальностью и демонстрировать способность классицизма организовывать обширные городские пространства. В искусстве мегаломанов соединялись дух морализма, бесконечная фантазия и эстетика геометрического стиля. Влияние мегаломанов испытали Ж.-Ф. Тома де Томон и обучавшиеся в Париже архитекторы русского классицизма: В. И. Баженов, А. Д. Захаров, А. Н. Воронихин.
Архитекторы наполеоновской Франции черпали вдохновение в величественных сооружениях императорского Рима, таких, как Триумфальная арка Септимия Севера и Колонна Траяна. Они послужили прототипами многих сооружений, в том числе Арки Каррузель и Вандомской колонны в Париже. Придворные архитекторы Наполеона Шарль Персье и Пьер Фонтен проектировали оформление парадных интерьеров «в римском стиле», соответствующих духу Первой Империи, делали рисунки мебели, светильников, декоративных тканей, бронзовых украшений в новом стиле ампир. Особенный стиль русского ампира, характерный небывалой пространственной мощью грандиозных архитектурных ансамблей «больших площадей» демонстрировал в Санкт-Петербурге первой трети XIX века Карл Росси.
В Германии в оппозиции ненавистному французскому ампиру развивался стиль прусского эллинизма в творчестве архитекторов К. Ф. Шинкеля и Лео фон Кленце, автора здания Вальхаллы (мемориала великих немцев) на Дунае, повторяющего в общих чертах композицию Парфенона афинского Акрополя. В Англии в этот период развивался классицистический «регентский стиль», его наиболее известный представитель — Джон Нэш.

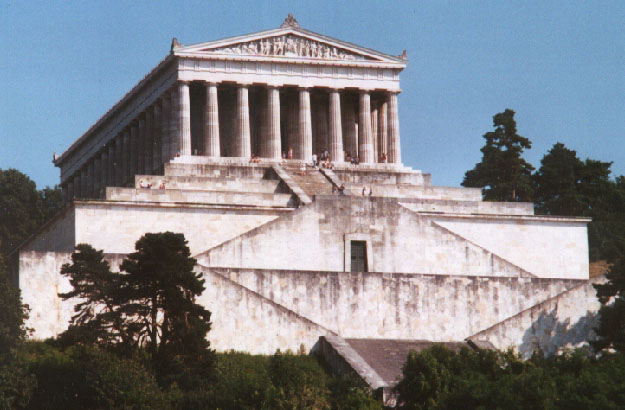
Вальхалла близ Регенсбурга, Бавария. 1830—1842. Архитектор Лео фон Кленце

Благодаря эстетике классицизма в архитектуре стало возможным осуществлять передовые градостроительные идеи, реконструировать центры старинных городов, создавать большие архитектурные ансамбли, включающие просторные площади, сады и парки, монументально-декоративную скульптуру.
В период историзма 1830—1880-х годов получил развитие стилевой плюрализм, предполагающий не только соединение эстетики классицизма и романтизма, но и возникновение на основе исторического мировоззрения, детального изучения конкретных прототипов и их стилизаций, различных неостилей: неороманского, неоготики, неогреческого, неоренессанса, необарокко, неорококо, неомавританского и других. Соединение в одной композиции элементов разных неостилей, также характерное проявление периода историзма XIX века, создавало эклектику.

## Литература

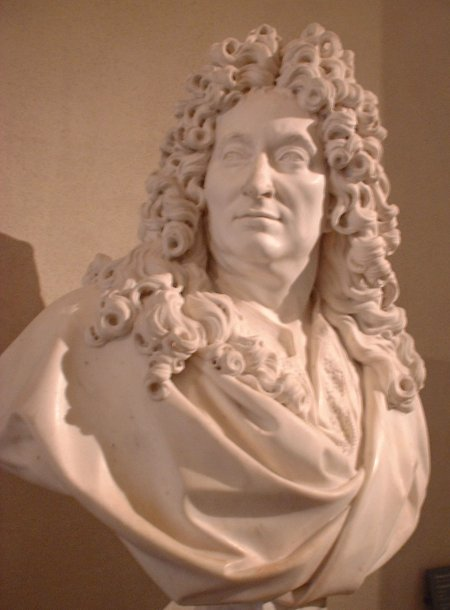
Никола Буало. Бюст работы Ф. Жирардона. Париж, Лувр.

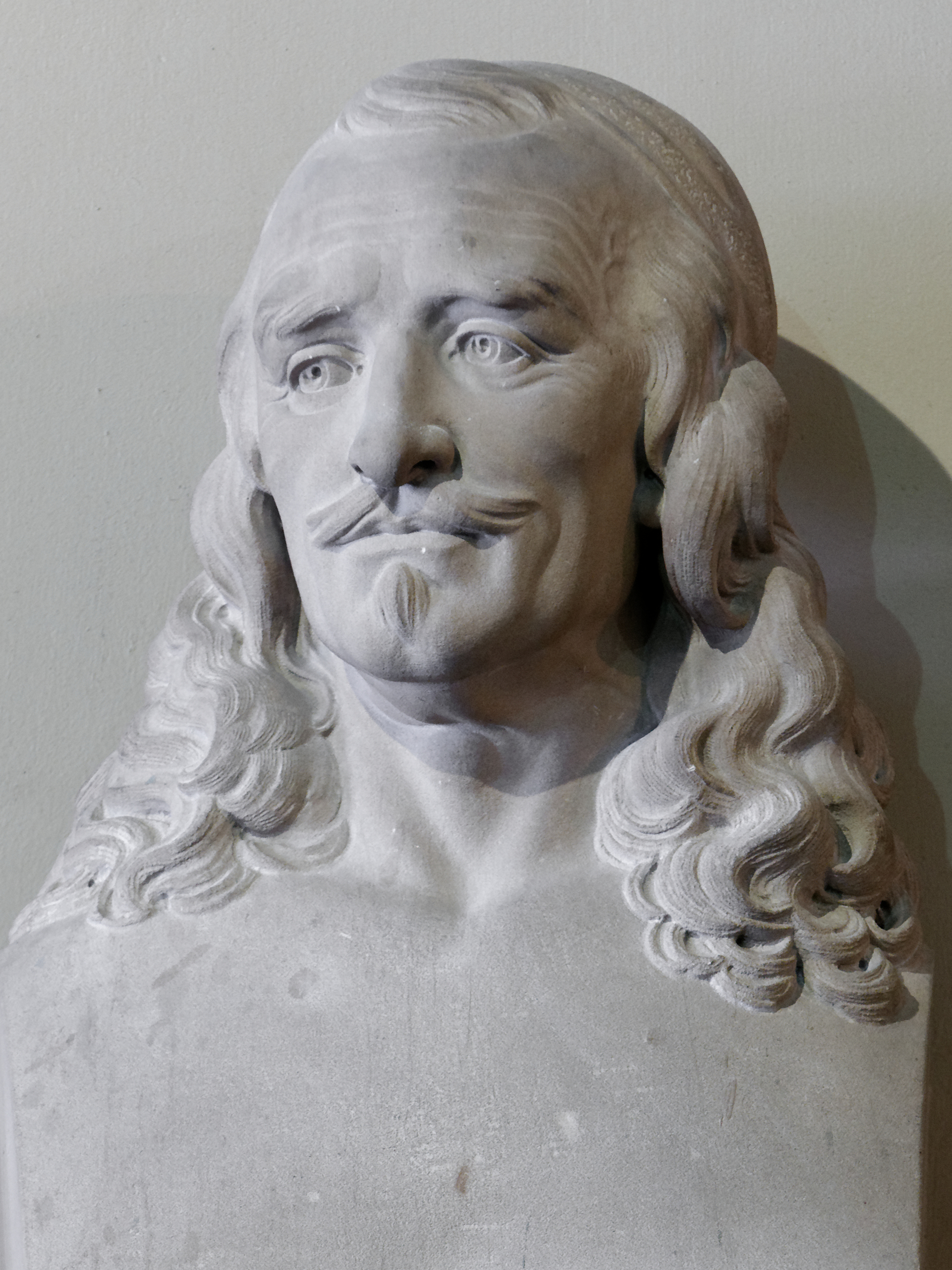
Бюст Корнеля

## Декоративно-прикладное искусство
Оригинальный классический стиль в искусстве керамики: фаянса и глино-каменных масс, создал выдающийся английский технолог и предприниматель Джозайя Веджвуд. На фабрике «Этрурия» в подражание античным расписным вазам Веджвуд выпускал собственные изделия согласно эстетике стиля «неогрек».
Среди ювелиров, «бронзовщиков» (скульпторов-модельеров, литейщиков и чеканщиков) наиболее известны Жан-Клод Дюплесси, Пьер-Огюст Форестье, Андре-Антуан Раврио, Пьер-Филипп Томир, Пьер Гутьер.
Мебель Жоржа Жакоба была столь популярна, что во многих странах, в том числе в России, слово «жакоб» стало означать то же, что «классический стиль», хотя в мастерской мастера в течение многих лет работали самые разные мастера и члены его большой семьи.
В искусстве мебели, помимо Жоржа Жакоба Старшего, доминировали немецкие мастера, работавшие для многих королевских дворов Европы: Парижа, Лондона, Вены, Берлина, Санкт-Петербурга: Жан-Анри Ризенер, Вильгельм Бенеман и Давид Рёнтген.
Жан-Франсуа Эбен и Жан-Анри Ризенер — авторы знаменитого «цилиндрического бюро Людовика XV» (Bureau du Roi), начатого в 1760 году по рисунку Жан-Клода Дюплесси и законченное Ризенером в 1769 году. Бюро с цилиндрической крышкой украшено маркетри, вызолоченными бронзовыми деталями и плакетками севрского фарфора. До настоящего времени оно экспонируется во «Внутреннем кабинете короля» в Версале.
Давиду Рёнтгену удалось эффектно сочетать традиции английского, голландского и французского мебельного искусства и точно угадать веяния нового в то время классического стиля. Для мебели Рёнтгена характерно небольшое количество бронзовых деталей, использование дорогих пород дерева: красного, туевого, грушевого. Но главная отличительная — изящный рисунок маркетри.
Весной 1784 года по рекомендации Ф. М. Гримма Давид Рёнтген привёз в Санкт-Петербург партию мебели. Уникальное «Большое бюро с Аполлоном» (1783) вызвало восхищение императрицы Екатерины II и вошло в её коллекцию. Бюро благородных форм отделано красным деревом и декорировано золочёной бронзой, его «раскрытие» с помощью механического устройства представляет собой удивительный процесс. Поставки «рёнтгеновской мебели» для русского двора с 1784 по 1790 год были значительны: такая мебель как нельзя более подходила для интерьеров Большого (Старого) Эрмитажа, возведённого к 1784 году архитектором Ю. М. Фельтеном. Ныне она экспонируется в Белом зале Государственного Эрмитажа.
В 1790 году Рёнтген приезжал в Санкт-Петербург вместе со своим учеником Генрихом Гамбсом, который остался в России и дальнейшее развитие русского мебельного искусства в значительной мере связано с его именем.

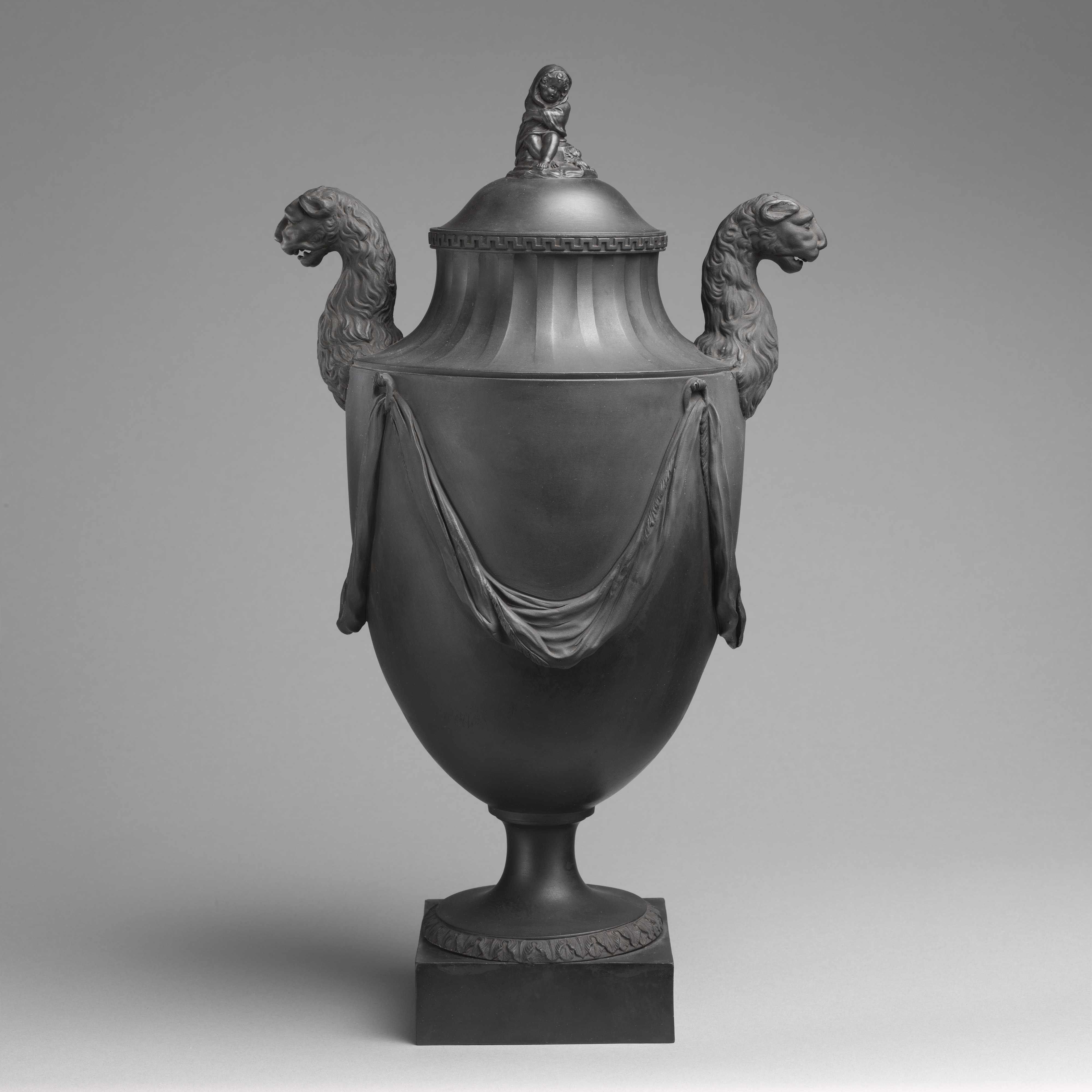
Ваза. Ок. 1770 г. Фабрика «Этрурия». Чёрная «базальтовая» масса
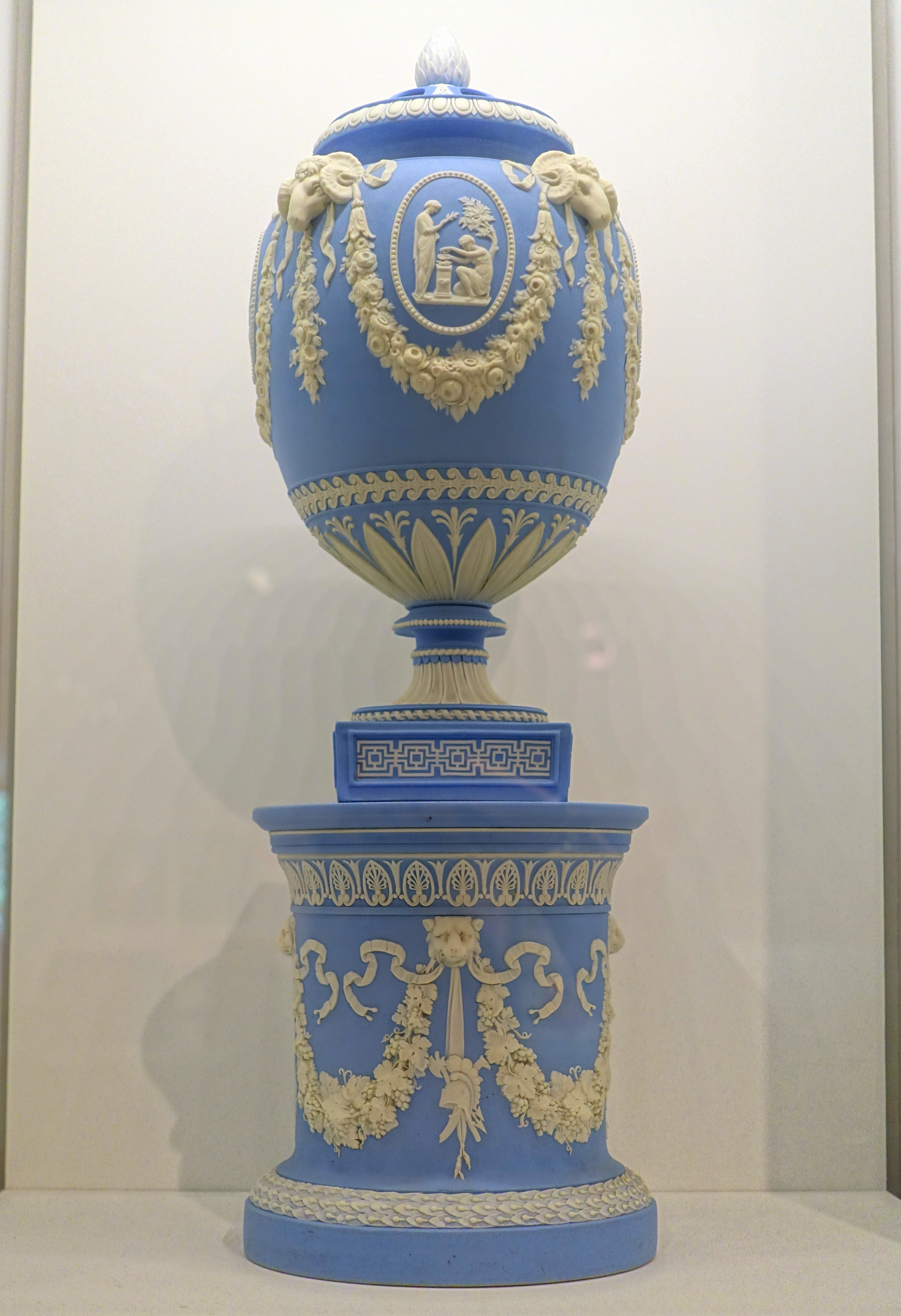
Ароматница. Фабрика «Этрурия». Ок. 1825—1860
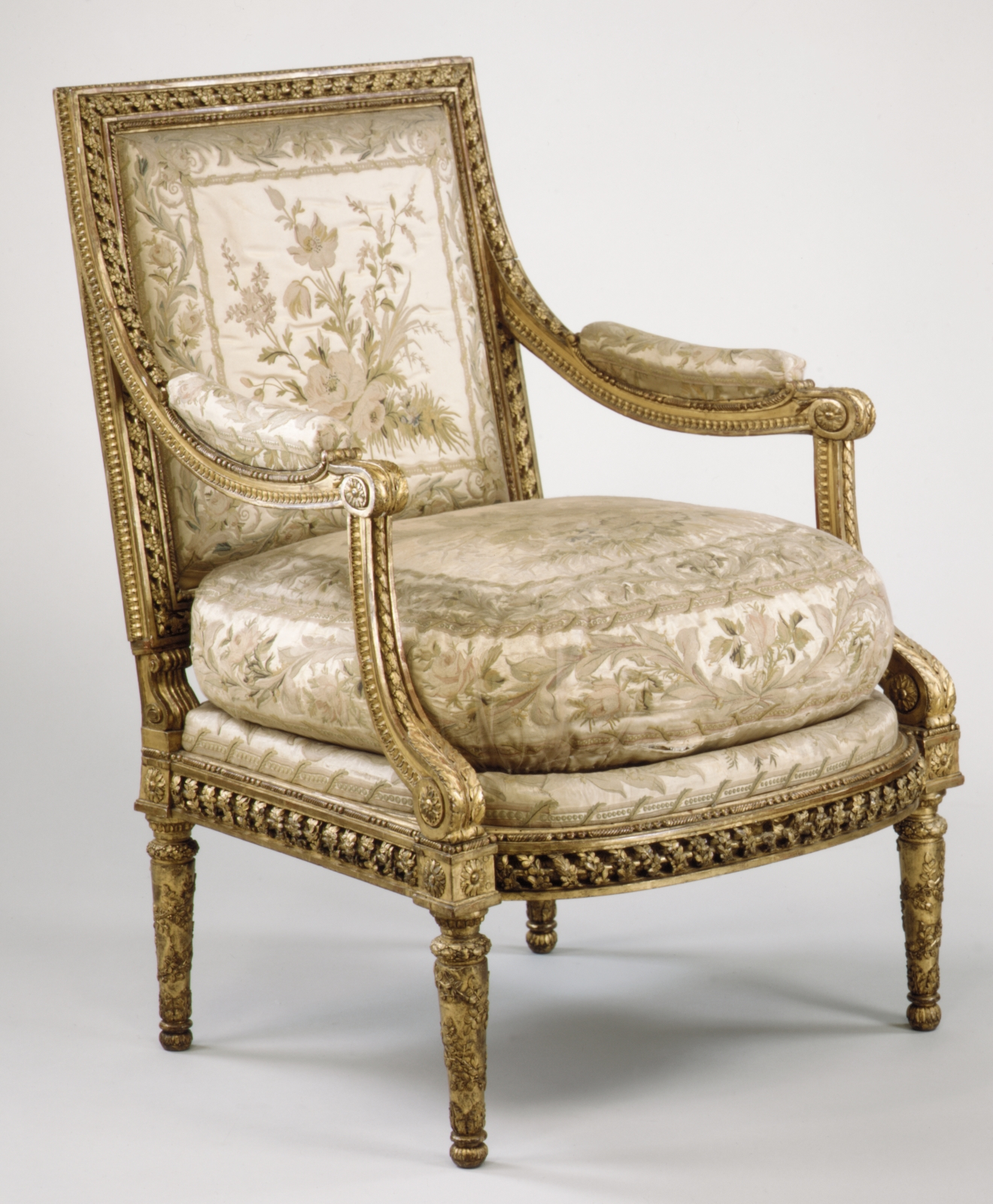
«Кресло королевы». Ок. 1780 г. Мастерская Ж. Жакоба, Париж
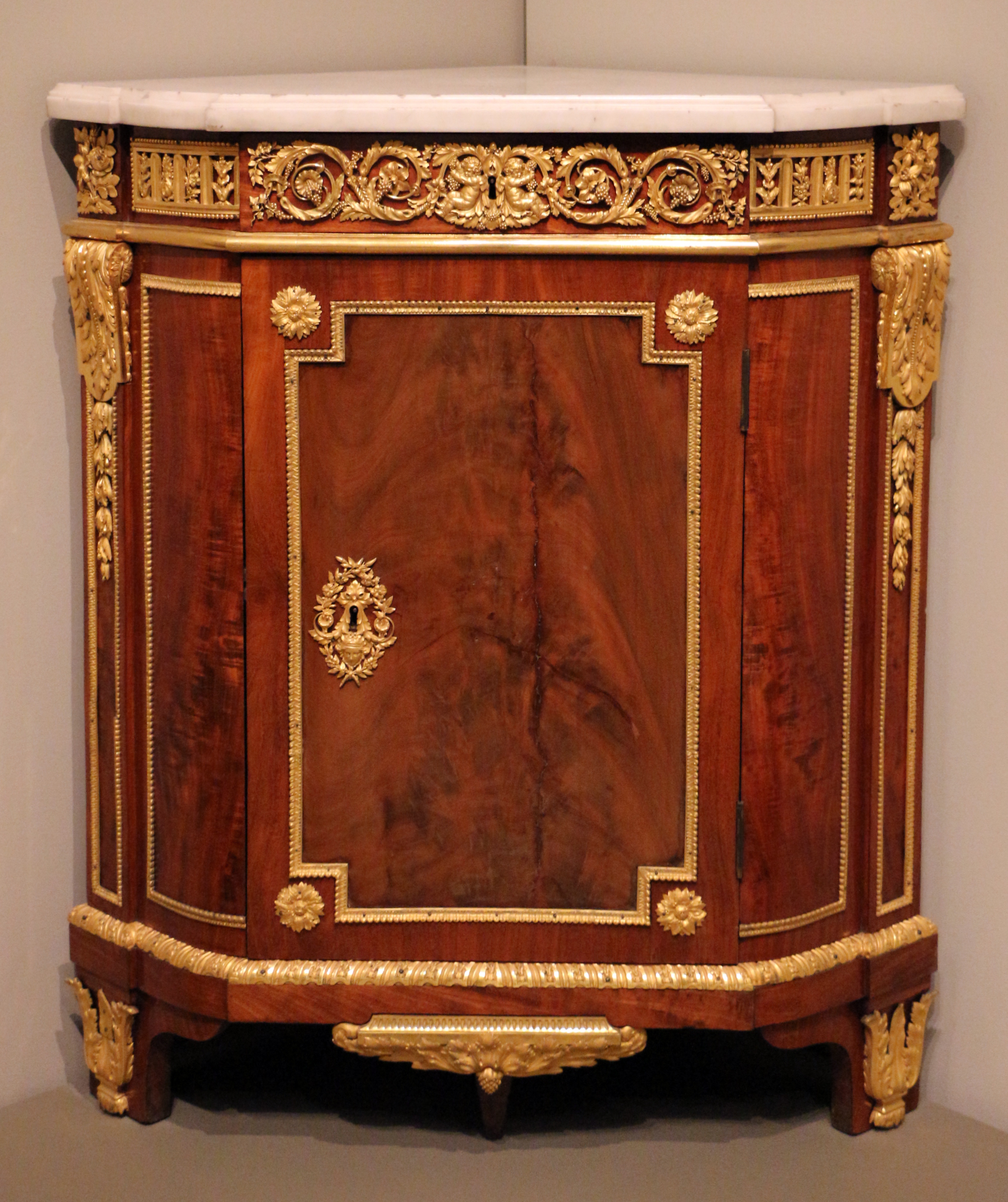
Ангольера. 1785. Мастерская Ж.-А. Ризенера
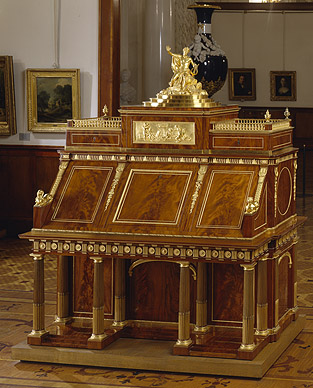
Бюро с фигурой Аполлона. 1783. Мастерская Д. Рёнтгена. Государственный Эрмитаж, Санкт-Петербург

## Театр
Классицизм в театре был разработан в XVII веке французскими драматургами. Стиль оценивается по правилам греческого классического театра, в том числе «классических единств» времени, места и действия, найденных в поэтике Аристотеля.

### Принципы классицизма в театре
- Единство времени указывало на необходимость того, чтобы все действие пьесы происходило в вымышленном 24-часовом периоде;
- Единство места означало, что действие должно разворачиваться в одном месте;
- Единство действий означало, что пьеса должна быть построена вокруг одной «сюжетной линии», такой как трагический роман или конфликт между честью и долгом .

Примерами классических драматургов являются Пьер Корнель, Жан Расин, Мольер. В период романтизма: Шекспир, который не соответствовал ни одному из классических правил, стал центром французского аргумента над ними, в котором Романтика в конце концов восторжествовала; Виктор Гюго был одним из первых французских драматургов, нарушивших эти условности.
Влияние этих французских правил на драматургах и в других странах, является спорным. В английском театре реставрационные драматурги, такие как Уильям Вичерли и Уильям Конгрив, были бы знакомы с ними. Уильям Шекспир и его современники не следовали этой классической философии, в частности, потому что они не были французами, а также потому, что они писали за несколько десятилетий до их создания. Те из пьес Шекспира, которые, кажется, чтобы отобразить единств, такие как пьеса «Буря», вероятно, указывают на знакомство с реальными моделями классической древности.

## Музыка
Музыкой периода классицизма или музыкой классицизма, называют период в развитии европейской музыки приблизительно между 1730 и 1820 годами (см. «Временные рамки периодов развития классической музыки» для более подробного освещения вопросов, связанных с выделением этих рамок). Понятие классицизма в музыке устойчиво ассоциируется с творчеством Гайдна, Моцарта и Бетховена, называемых венскими классиками и определивших направление дальнейшего развития музыкальной композиции.
Понятие «музыка классицизма» не следует путать с понятием «классическая музыка», имеющим более общее значение как музыки прошлого, выдержавшей испытание временем.

## Комментарии
1. ↑  Обломиевский выделяет ещё «второе рождение» классицизма в XVIII веке («просветительский вариант», связанный с примитивизацией поэтики «контрастов и антитез позитивного и негативного»[84] с перестройкой ренессансного антропологизма и осложнённый категориями коллетивного и оптимистического) и «третье рождение» классицизма периода Империи (конца 80 — начала 90-х годов XVIII века и начала XIX века), осложняющее его «принципом будущего» и «пафосом оппозиционности». Отмечу[кто?], что характеризуя эволюцию классицизма XVII века, Обломиевский говорит о различных эстетических основаниях классицистических форм; для описания развития классицизма XVIII—XIX веков он пользуется словами «осложнение» и «утраты», «потери».